# Brezje (Radovljica, Slovenija)
Brezje je naselje u slovenskoj Općini Radovljici. Brezje se nalazi u pokrajini Gorenjskoj i statističkoj regiji Gorenjskoj.
U Brezju se nalazi Slovensko narodno svetište i bazilika Marije Pomoćnice, poznato hodočasničko odredište.

## Stanovništvo
Prema popisu stanovništva iz 2002. godine naselje je imalo 493 stanovnika.